# Mechack Jérôme
Mechack Jérôme (Liancourt, 21 de abril de 1990) é um futebolista profissional haitiano que atua como zagueiro. Atualmente defende o Jacksonville Armada.